# شيرل ساندبيرج
شيريل ساندبرج كارا (بالإنجليزية: Sheryl Sandberg)‏ (/ˈsændbərɡ/؛ من مواليد 28 أغسطس 1969)
سيدة أعمال أمريكية. شغلت بأغسطس 2013 منصب كبيرة مسؤولي التشغيل في الفيسبوك. كما انتخبت في يونيو 2012 لمجلس الإدارة من قبل أعضاء المجلس القائم،
لتصبح أول امرأة تعمل في مجلس إدارة الفيس بوك. قبل الفيسبوك، كانت ساندبرج نائبة الرئيس المبيعات العالمية عبر الإنترنت والعمليات في جوجل. كما شاركت في إطلاق الذراع الخيرية لغوغل والذي سمي غوغل أورغ.
قبل جوجل، خدمت ساندبرج مديرة الموظفين في وزارة الخزانة الأمريكية.
في عام 2012، كانت في قائمة مجلة تايمز لأكثر مئة شخصية مؤثرة في العالم. وبحلول أغسطس 2013 قُدرت ثروتها بحوالي 1 بليون $ ويُعول ذلك إلى امتلاكها أسهم في الفيس بوك وشركات أخرى.

## النشأة والتعليم
ولدت ساندبرج في عام 1969 في واشنطن العاصمة لأسرة يهودية، وهي الابنة الكبرى آديل وجويل، بين ثلاث فتيات. والدها طبيب عيون ووالدتها حازت على درجة الدكتوراه، وكانت تعمل مدرسة لغة فرنسية قبل الانتقال للاهتمام بأطفالها.
انتقلت عائلتها إالى الشاطئ الشمالي من ميامي، فلوريدا عندما كانت في الربيع الثاني من العمر.
انتسبت  شيريل  إلى مدرسة حكومية، حيث كانت (دائماً) من الأوائل في صفها الدراسي. تعلمت «ساندبرج» أيروبيكس في الثمانينات وكانت لاتزال في المدرسة الثانوية.
في عام 1987، التحقت ساندبرج بجامعة هارفرد، وفي عام 1991 تخرجت بشهادة في علم الاقتصاد وكُرمت بجائزة «جون ويليامز» لأوائل الطلاب المتخرجين في علم الاقتصاد.
و عندما كانت في هارفرد، قابلت ساندبرج آنذاك البروفيسور لاري سامرز الذي قدم لها النصح وساعدها في أطروحة المستشار.
عينها سامرز لتكون مساعدة له في بحوث البنك الدولي،
حيث عملت على مشاريع صحية في الهند للتعامل مع الجذام والإيدز والعمى
في عام 1993 التحقت بكلية هارفرد للأعمال وفي عام1995 حصلت على ماجستير إدارة الأعمال مع أعلى مرتبة.

## المهنة

### المهنة في مرحلة مبكرة
بعد كلية إدارة الأعمال عملت كمستشارة في شركة ميكنزي لمدة عام من (95 إلى 96).عملت رئيسة لاركان الأمم المتحدة الأمريكية امينة لاري سارمز وزير الخزانة في عهد كلينتون من عام 1996 حتى عام 2001، حيث ساهمت في قيادة العمل لوزارة الخزانة على الديون والتسامح في العالم النامي خلال الازمة المالية في الآسيوية.
انضمت لشركة جوجل في عام 2001 وشغلت منصب نائب الرئيس لقسم المبيعات والعمليات العالمية عبر الإنترنت خلال الفترة الممتدة من شهر نوفمبر عام 2001 وحتى شهر مارس عام 2008، حيث كانت المسؤولة عن المبيعات عبر الإنترنت للمنتجات المعلن عنها والمنشورة بجوجل وعمليات المبيعات لمنتجات جوجل الاستهلاكية وخدمة جوجل للبحث عن الكتب.

### الفيس بوك
في أواخر عام 2007، التقى مارك زوكربيرج، المؤسس المشارك والرئيس التنفيذي للفيسبوك، ساندبرج في حفلة عيد الميلاد التي عقدها دان روسينويغ، في ذلك الوقت كانت تنتظر أن تصبح أحد كبار المسؤلين التنفيذيين لشركة واشنطن بوست.لم يكن زوكربيرج لديه بحث رسمي لـ COO بالرغم من أن ساندبرج مناسبة بشكل مثالي لهذا الدور. أمضوا المزيد من الوقت معاً في كانون الثاني عام 2008 في المنتدى الاقتصادي العالمي في دافوس، سويسرا، وفي آذار عام 2008 أعلن الفيسبوك عن توظيف ساندبرج بعيداً عن غوغل.
بعد انضمامها للشركة، سرعان ما بدأت ساندبرج في محاولة لمعرفة كيفية جعل الفيسبوك مربحاً. وقبل انضمامها، كانت الشركة «مهتمة في المقام الأول في بناء موقع رائع حقاً؛ ولكن يفترض أن تحذو نحو الأرباح». بحلول أواخر الربيع، وافقت إدارة الفيسبوك الاعتماد على الإعلانات، «ومع الإعلانات المقدمة الحكيمة»؛ بحلول عام 2010، أصبح الفيسبوك مربحاً بحلول عام 2010، ووفقا للفيسبوك، تشرف ساندبرج على العمليات التجارية للشركة بما في ذلك المبيعات والتسويق وتطوير الأعمال، والموارد البشيرية، والسياسة العامة والاتصالات.
كان التعويض التنفيذي لها للسنة المالية 2011 حوالي $300,000 كراتب أساسي بالإضافة إلى 30,491,613 $ في مشاركات الفيسبوك
ووفقاً للاستمارة الثالثة كما كانت تملك 38,122,000 من الاسهم الاختيارية ووحدات الأسهم المحجورة (قيمتها تقريباً 1.45$ مليار دولار اعتباراً من منتصف مايو عام 2012 وذلك رهناً باستمرار عملها حتى تاريخ الاستحقاق.
وفي عام 2012 أصبحت العضو الثامن (وأول عضو أنثى) في مجلس إدارة الفيسبوك.

## الحياة الشخصية
في عام2004 تزوجت ساندبرج دايفيد غولدبرغ وأصبح لديها طفلان غولدبرغ أصبح لاحقا المدير التنفيذي لسيرفيه مونكي.

## العضوية في المجالس
في عام2009 عينت ساندبرج لإدارة مجلس شركة والت ديزني وهي أيضاً عضوة في مجالس النساء للنساء الدولية وفي مركز التنمية العالمية وفي دي V-day وقد كانت سابقاً عضوة مجلس إدارة ستاربكس مع راتب سنوي 280,000$ معهد بروكينغز ومجلس الإعلان.

## مراتب الشرف
صنفت شيريل ساندبرج كواحدة من أكثر 50 امرأة ذات نفوذ في مجال التجارة في مجلة "فورتشن" منذ 2008 على الأقل.
- في عام2007 صنفت بمرتبة 29 وكانت أصغر امرأة على القائمة.[16]
- في عام 2008 صنفت بمرتبة 34.[17]
- في عام 2009 كانت مرتبة شيريل 22 في قائمة أكثر 50 امرأة ذات نفوذ في مجال التجارة في مجلة فورتشن.[18]
- في عام 2010 كانت ساندبرج بمرتبة 16 في قائمة أكثر 50 امرأة ذات نفوذ في مجال التجارة في مجلة فورتشن[19]
- بالإضافة إلى ذلك في عام 2007 , صنفت في المرتبة 19 من بين 50 من الملقبات نساء في القيادة "Women to Watch" من قبل وال ستريت جورنال [20]
- وكانت في المرتبة 21 في تلك القائمة في عام [21]

2008
- وفي عام 2009 صنفت كواحدة من 25 أكثر المؤثرين في الويب ببزنيز وييك.[22]
- وفي عام 2011 صنفت في المرتبة الخامسة بين 100 امرأة مرتبة على أنها الاقوى في العالم.[23]
- أيضا كان اسمها واحد من ال 25 من الناس الأكثر تأثيرا على شبكة الإنترنت (من قبل Business Week)
- في عام 2012، أصدرت مجلة نيوزويك وذا ديلي بيست لأول مرة «مؤشر الطاقة الرقمي،»، والذي هو عبارة عن قائمة من 100 شخص الأكثر أهمية في العالم الرقمي، في تلك السنة (إضافة إلى 10 أشخاص الفائزون بـ «الإنجاز مدى الحياة»)، وكانت ساندبرج في المرتبة الثالثة في فئة «الانجيليين».[24]
- وفي 2012 كان اسمها في قائمة«تايم 100» وهي قائمة سنوية لأكثر 100 شخصية مؤثرة في العالم يتم تجميعها عن طريق مجلة تايمز
- في 2013 صنفت الخامسة في «أكثر خمسون شخصية يهودية مؤثرة في العالم» من قبل جيروزليم بوست.[25]

## أعمال ومشاريع أخرى
قدمت شيرل في مشاركة في مؤتمر تيد المرأة بتاريخ ديسمبر كانون الثاني 2010 نظرة على السبب وراء ضآلة نسبة النساء مقارنة بالرجال التي تصل إلى القمم الوظيفية—طارحة ثلاثة نصائح قيمة للنساء الطامحات إلى سدة القيادة.
في عام 2008، كتبت مقالاً للهافنغتون بوست في دعم لها لموجهها (مينتور) لاري سامرز التي كان آنذاك تحت انتقادات تصريحاتها حول النساء. في مايو 2011، ألقت سانبيرج خطاب حفل تخرج كلية بارنارد. وفي مايو 2012، تحدثت ساندبرج كالمتحدث الرئيسي في حفل يوم من الدرجة الأولى في كلية هارفارد للأعمال. في عام 2012 تم تصويرها على يد العالم الشهير المصور كيفن آبوش لمشروعه.
تبرعت شيريل ساندبرج في 20 نوفمبر 2012 لإحدى المنظمات غير الربحية التي تسعي إلي تحسين وضع المرأة في المجتمع، بـ492.148 سهم من أسهمها في شركة فيسبوك وهي الأسهم التي قُدرت وقتها بأكثر من 11 مليون دولار.

## مؤلفاتها
- تقدمي إلى الأمام؛ المرأة والعمل وإرادة القيادة، ترجمة وتحقيق: محمد السيد، الدار العربية للعلوم ناشرون، 2014

## وصلات خارجية
- شيرل ساندبيرج على موقع IMDb (الإنجليزية)
- شيرل ساندبيرج على موقع الموسوعة البريطانية (الإنجليزية)
- شيرل ساندبيرج على موقع مونزينجر (الألمانية)
- شيرل ساندبيرج على موقع إن إن دي بي (الإنجليزية)
- شيرل ساندبيرج على موقع قاعدة بيانات الفيلم (الإنجليزية)
- تقدمي إلى الأمام؛ المرأة والعمل وإرادة القيادة الدار العربية للعلوم ناشرون
- شيرل ساندبرج تتبرع بعدد كبير من أسهمها في فيسبوك إلي إحدي المنظمات غير الربحية